# Abersoch

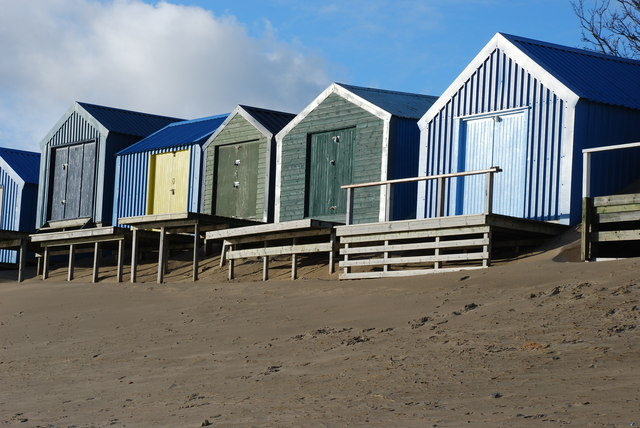
Cabine in uno stabilimento balneare

Abersoch  (900 ab. ca.) è una località balneare del Galles nord-occidentale, situata nella penisola di Llŷn/Lleyn, lungo l'estuario del fiume Soch (da cui il nome) e di fronte alla Baia di Tremadog (tratto della Baia di Cardigan, Mare d'Irlanda). Dal punto di vista amministrativo, si tratta di un villaggio facente parte della community di Llanengan e della contea di Gwynedd (contea storica: Caernarfonshire).

## Geografia fisica

### Collocazione
Abersoch si trova nella parte centrale della costa meridionale della penisola di Llŷn/Lleyn, tra Aberdaron e Pwllheli (rispettivamente ad est della prima e ad ovest della seconda), a circa 5 km a sud-ovest di Llanbedrog.
Al largo di Abersoch si trovano le Saint Tudwal's Islands.

## Economia

### Turismo
La località rappresenta il principale centro per gli sport acquatici della penisola.

Tuttavia, Abersoch vive di turismo non solo d'estate, ma anche d'inverno, grazie all'organizzazione di vari eventi.

## Luoghi d'interesse

### Spiagge[1]
- Abersoch Main Beach
- Abersoch Harbour Beach